# Stenamma ochrocnemis
Stenamma ochrocnemis (лат.) — вид мелких муравьёв рода Stenamma из подсемейства Myrmicinae (Formicidae). Центральная Америка: Мексика, Гватемала, Гондурас, Никарагуа.

## Описание
Мелкие муравьи, длина около 3 мм. Общая окраска тела красно-коричневого цвета, ноги и усики жёлто-коричневые. Длина головы рабочего (HL) 0,63—0,83 мм (ширина головы, HW — 0,54—0,73 мм). Длина скапуса усиков рабочего (SL) — 0,47—0,69 мм. Головной индекс (CI=HW/HL × 100) — 83—88, Индекс скапуса (SI=SL/HW × 100.) — 82—95. Усики 12-члениковые (булава из 4 сегментов). Глаза мелкие (до 7 омматидиев в самой широкой линии) расположены в переднебоковых частях головы. Жвалы с 6-7 зубцами. Клипеус в передней части с 2—4 мелкими тупыми выступами — зубцами. Стебелёк между грудкой и брюшком состоит из двух сегментов (петиоль + постпетиоль). Этот вид известен в основном из просеянной листовой подстилки. Это горный вид встречается на высоте 1600—2750 м, с большинством находок около 2000 м. Он населяет влажные горные леса, такие как облачный лес, дубовый лес, лиственный лес и смешанный дубовый облачный лес. Вид сходен с таксонами Stenamma catracho, Stenamma manni, но его можно отличить от аналогичных форм по контрастирующе ярким желтоватым ногам. Вид был впервые описан в 2013 году американским мирмекологом Майклом Бранштеттером (Michael G. Branstetter; Department of Entomology, Калифорнийский университет в Дэвисе и Национальный музей естественной истории, Смитсоновский институт, Вашингтон, DC, США).